# Amy Farrah Fowler
Dr. Amy Farrah Fowler egy kitalált karakter az amerikai CBS csatorna Agymenők című szituációs komédiában. A szereplőt Mayim Bialik színésznő és neurobiológus játssza. Utóbbi a karakter foglalkozása is.

## Jellemzése
Amy középmagas, barna hajú, szemüveges. Jellegzetes viselete a kötött mellény és a térd alá érő kordbársony szoknya. Haját mindkét oldalon csattal tűzi fel. Karaktere kezdetben kifejezetten aszociális volt, csakúgy, mint későbbi partnere, Sheldon (Jim Parsons). Ellenezte a testi kontaktust, jellemzően indiszkrét volt és nem értett a szociális célzásokból.
Gyerekkorát Kaliforniában töltötte, de sokszor utalt rá, hogy kifejezetten rossz volt. Szörnyen szigorú anyja nagy hangsúlyt kapott a gyerekkori történeteiben és sokszor kiemelte a kiskorában volt nőietlenségét. Úgy mesélte, hogy sosem volt kortárs barátja, vagy általában barátja. Egyetemre a Harvardra járt Massachussettsben, majd a diploma megszerzése után visszatért Kaliforniába. Munkahelye a sorozat elején ismeretlen, de később a CalTechre jön dolgozni, így közelebb kerül Sheldonhoz.

## Története a sorozatban
A karakter 3. évad fináléjában debütált, mikor Howard (Simon Helberg) és Rajesh (Kunal Nayyar) vakrandit szerveztek neki Sheldonnal.
Kapcsolatuk elejétől kezdve barátságjellegű volt. Csak az 5. évadtól jártak együtt hivatalosan. Sheldon barátnőjeként összebarátkozott a szociális csoportjuk minden tagjával, különösen nő tagjaival, Pennyvel (Kaley Cuoco) és Bernadette-tel (Melissa Rauch). Kezdeti antiszociális viselkedése idején Penny-t kiáltotta ki legjobb barátnőjének és ez azóta is így van. 
Kapcsolata Sheldonnal kifejezetten lassan halad és az intim helyzetek teljes mellőzése jellemzi. Sheldon a 7. évadban csókolta meg először, a nyolcadikban vallott neki szerelmet, a kilencedikben feküdtek le először, ami mindkettejük szüzességének elvesztését is jelentette. Sheldon a 10. évad végén kérte meg a kezét, mikor New Jersey-ben volt egy vendégprofesszori állás miatt. A 11. évad végén házasodtak össze, amikor egy korszakalkotó felfedezés alapjait fektették le közösen Sheldonnal. Végül a sorozatfináléban mindketten elnyerik a fizikai Nobel-díjat a szuper-asszimmetria felfedezéséért. Köszönőbeszédükben Sheldon bocsánatot kér barátaitól és hitvesétől általános nehéz és undok viselkedése miatt.
A sorozat befejezése után a Sheldon gyerekkoráról szóló Az ifjú Sheldon című sorozatban cameo-szerepben visszatér a narráló szerepére és elmondja, hogy Sheldonnal közös fiúkat Leonard Cooper-nek nevezték el.

## Családja
1979. december 17-én Lawrence (Teller) és Amelia Fowler (Kathy Bates) első és egyetlen gyermekeként született Glendale-ben, Kaliforniában. 
Amy koszorúslány lett volna az egy nappal az esküvője előtt elhunyt Irene unokatestvérének az esküvőjén, aki családjával együtt szén-monoxid-mérgezést kapott.